# 文山柃
文山柃（学名：Eurya wenshanensis）为山茶科柃木属下的一个种。其种加词“wenshanensis”意为“云南文山的”。